# New York City College of Technology
El New York City College of Technology (conocido coloquialmente como City Tech) es una universidad pública estadounidense con sede en la ciudad de Nueva York. Fue fundada en 1946 y hace parte del sistema universitario de la Universidad Municipal de Nueva York (CUNY). 

## Comunidad académica
La universidad tiene más de 17.000 estudiantes en 66 programas académicos varias disciplinas de ingeniería así como arquitectura, construcción, enfermería, administración hospitalaria, entretenimiento, odontología, educación, entre otros. También ofrece programas de educación continuada. La universidad posee la acreditación del Middle States Commission on Higher Education.

## Historia
El City Tech fue fundado en 1846 como el The New York State Institute of Applied Arts and Sciences (en español, Instituto de Artes y Ciencias Aplicadas del Estado de Nueva York). Su misión primaria en aquel tiempo fue proveer de entrenamiento a los militares que retornaban de la Segunda Guerra Mundial y proveer a Nueva York de una fuerza de trabajo tecnológicamente eficiente que sería necesaria en economía emergente de la posguerra. Nadie en 1946 pudo haber predicho la transformación que la universidad experimento. Desde sus orígenes como un instituto, a ser convertido en community college, para luego transformarse en un senior college (es decir donde se realizan los 2 últimos años de un pregrado 4 años)en 1980. Ha crecido de tener 246 estudiantes en 1946 a más de 30.000 en la actualidad.

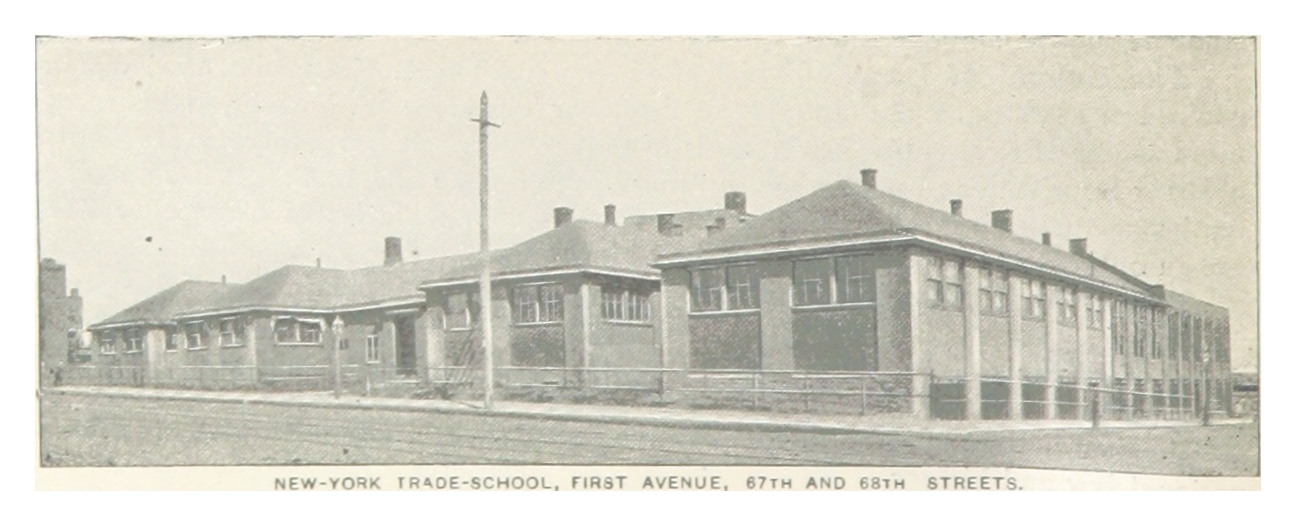
(King1893NYC) pg280 New-York Trade-School, 1893

## Escuelas y departamentos

### Escuela de Tecnología y Diseño

#### Departamentos
- Diseño de Comunicación anteriormente Diseño Publicitario y Artes Gráficas
- Tecnología Arquitectónica
- Tecnología de Ingeniería Informática
- Tecnología de sistemas informáticos
- Gestión de la construcción y tecnología de ingeniería civil
- Tecnología de ingeniería eléctrica
- Tecnología de entretenimiento
- Tecnología de control ambiental
- Tecnología de Ingeniería Mecánica

### Escuela de Estudios Profesionales
Los 11 departamentos que forman parte de la escuela proporcionan instrucción en los niveles técnico y profesional, lo que lleva a grados en las áreas de salud, negocios, hospitalidad, estudios paralegales, servicios humanos y educación de docentes de carrera y tecnología.

#### Departamentos
- Negocios
- Educación de docentes de carrera y tecnología
- Higiene dental
- Odontología Restauradora
- Administración de Servicios de Salud
- Administración hospitalaria
- Servicios Humanos
- Enfermería
- Estudios de Derecho / Paralegal
- Tecnología Radiológica e Imágenes Médicas
- Vision Care Technology
- Tecnología comercial
- Informática Biomédica

### Escuela de Artes y Ciencias
La Escuela de Artes y Ciencias ofrece varias carreras: transferencia de títulos en Artes Liberales y Artes Liberales y Ciencias, títulos asociados en informática y tecnología química, y el título de bachillerato en Matemáticas Aplicadas. La escuela también es sede de un nuevo y creciente programa de licenciatura en Informática Biomédica, que se encuentra en la intersección de las tecnologías de la información y la investigación biomédica.

#### Departamentos
- Estudios Afroamericanos
- Ciencias Biológicas
- Informática Biomédica
- Química
- Inglés
- Humanidades
- Artes liberales y ciencias (AA / AS)
- Matemáticas
- Física
- Ciencias Sociales

## Campus
City Tech tiene nueve edificios dentro del Tech Triangle del centro de Brooklyn, MetroTech BID y DUMBO. La Administración y Oficinas de la Universidad, la Biblioteca Ursula C. Schwerin, la Escuela de Estudios Profesionales y la Escuela de Artes y Ciencias se ubicados en un complejo formado por los edificios Namm, Atrium, General y Pearl en MetroTech (300 Jay Street) . La Escuela de Tecnología y Diseño está ubicado en Voorhees Hall en DUMBO y la sección de artes gráficas en el complejo MetroTech.
En octubre de 2013, City Tech realizó una ceremonia de inauguración para marcar la construcción de un nuevo complejo académico de 350,000 pies cuadrados en la esquina de las calles Tillary y Jay en el centro de Brooklyn. El nuevo complejo se levantará en el sitio anteriormente ocupado por Klitgord Center.
El nuevo complejo académico de ocho pisos, que actualmente no tiene nombre, albergará los programas en expansión de City Tech en salud y ciencias. Los departamentos que se trasladarán al nuevo edificio incluyen  ciencias básicas: Física, Química y Ciencias Biológicas (incluida la Informática Biomédica). También albergará los programas de salud: Enfermería, Tecnología Radiológica e Imágenes Médicas, Higiene Dental, Odontología Restaurativa y Tecnología de Cuidado de la Visión. Incluido en los planes está un auditorio de calidad de 1.000 asientos, que cuando se abra será el más grande de su tipo en el centro de Brooklyn. Un centro de bienestar y el espacio de la oficina de la facultad también se ubicarán en el nuevo espacio.

## Deportes
Los equipos del City Tech participaron como miembros de la División III de la Asociación Atlética Nacional Colegial. City Tech comenzó la competencia CUNYAC en la sección de los community colleges desde el inicio de la conferencia en la temporada 1987-88, para luego unirse a la sección superior universitaria en la temporada 1999-2000. Los deportes masculinos incluían baloncesto, campo traviesa, fútbol, tenis y voleibol; mientras que los deportes femeninos incluyen baloncesto, campo traviesa, softbol, tenis y voleibol. El programa deportivo de City Tech está en pausa hasta que haya nuevas instalaciones disponibles.

## Egresados notables
- Eric Adams, presidente del condado de Brooklyn (2014 -)
- Hiroaki Aoki (Gerente de restaurantes, 1963), luchador olímpico y fundador de la cadena de restaurantes Benihana
- Charles Barron, miembro del Consejo de la ciudad de Nueva York que representa al Distrito 42 de la ciudad de Nueva York.
- Zev Brenner, presentador de radio judío ortodoxo; presidente y fundador de Talkline Communications
- Salvatore Cassano (Protección contra Incendios, 1970), Comisionado de Bomberos de la Ciudad de Nueva York
- Larry R. Felix (1980), Director de la Oficina de Grabado e Impresión
- Robert Holden, profesor y concejal de la Ciudad de Nueva York
- Michael Lomonaco (Hotel and Restaurant Management, 1984), chef, restaurador y personalidad televisiva
- Julian Niccolini (Administración Hospitalaria) Socio gerente, The Four Seasons Restaurant
- Samuel E Vázquez (1991), artista visual
- William Yosses (Administración Turística), chef ejecutivo de repostería de la Casa Blanca y coautor del libro Postres para Dummies.

- Frank McCourt, autor de Angela's Ashes, ganador del premio Pulitzer, enseñó en el departamento de inglés. En un ensayo de Op-Ed del New York Times de 1997, el Sr. McCourt escribió sobre sus experiencias enseñando madres inmigrantes en el New York City Technical College durante el semestre de la primavera de 1990.[1]